# 万寿宫 (苏州)

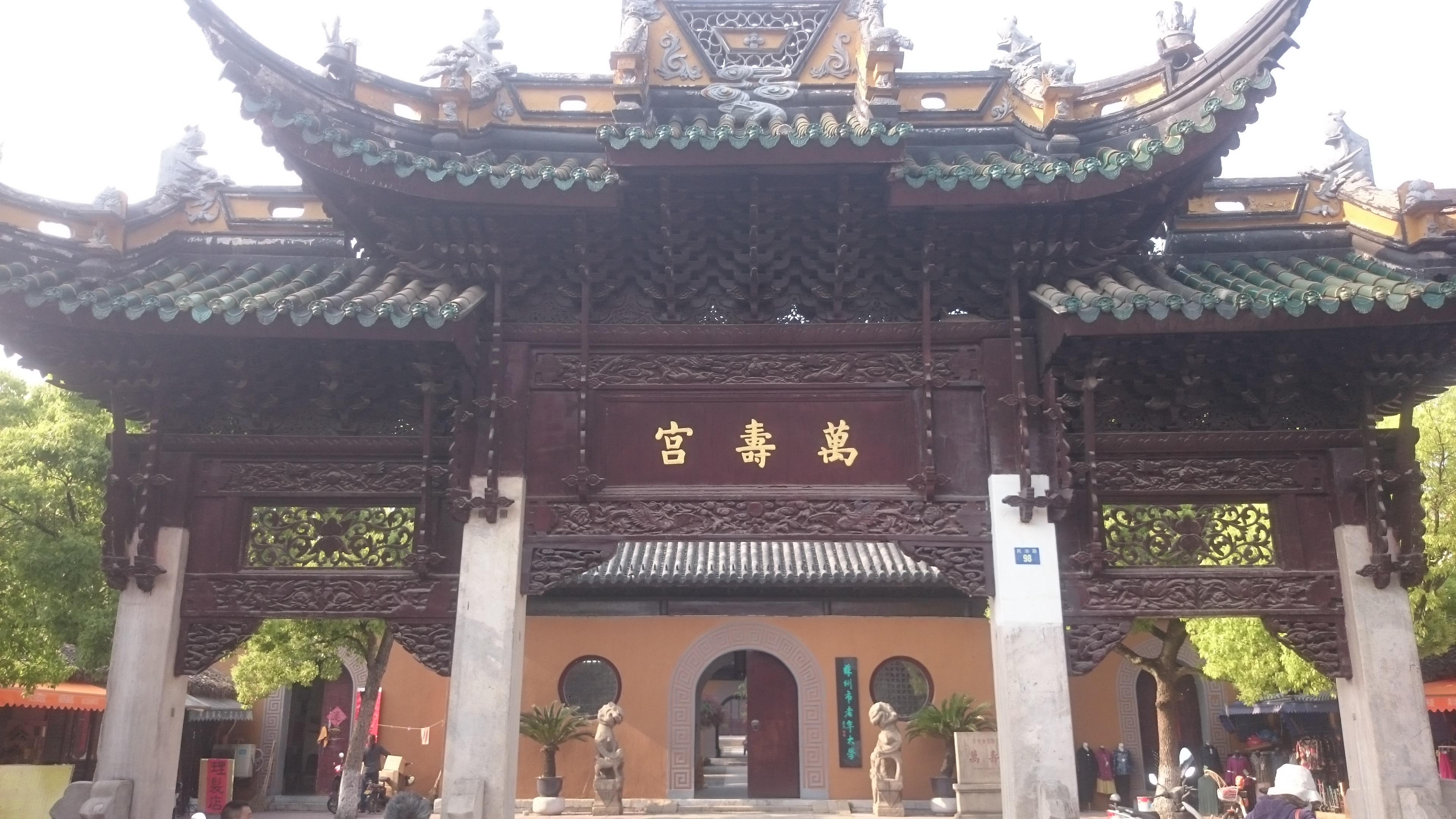
牌坊

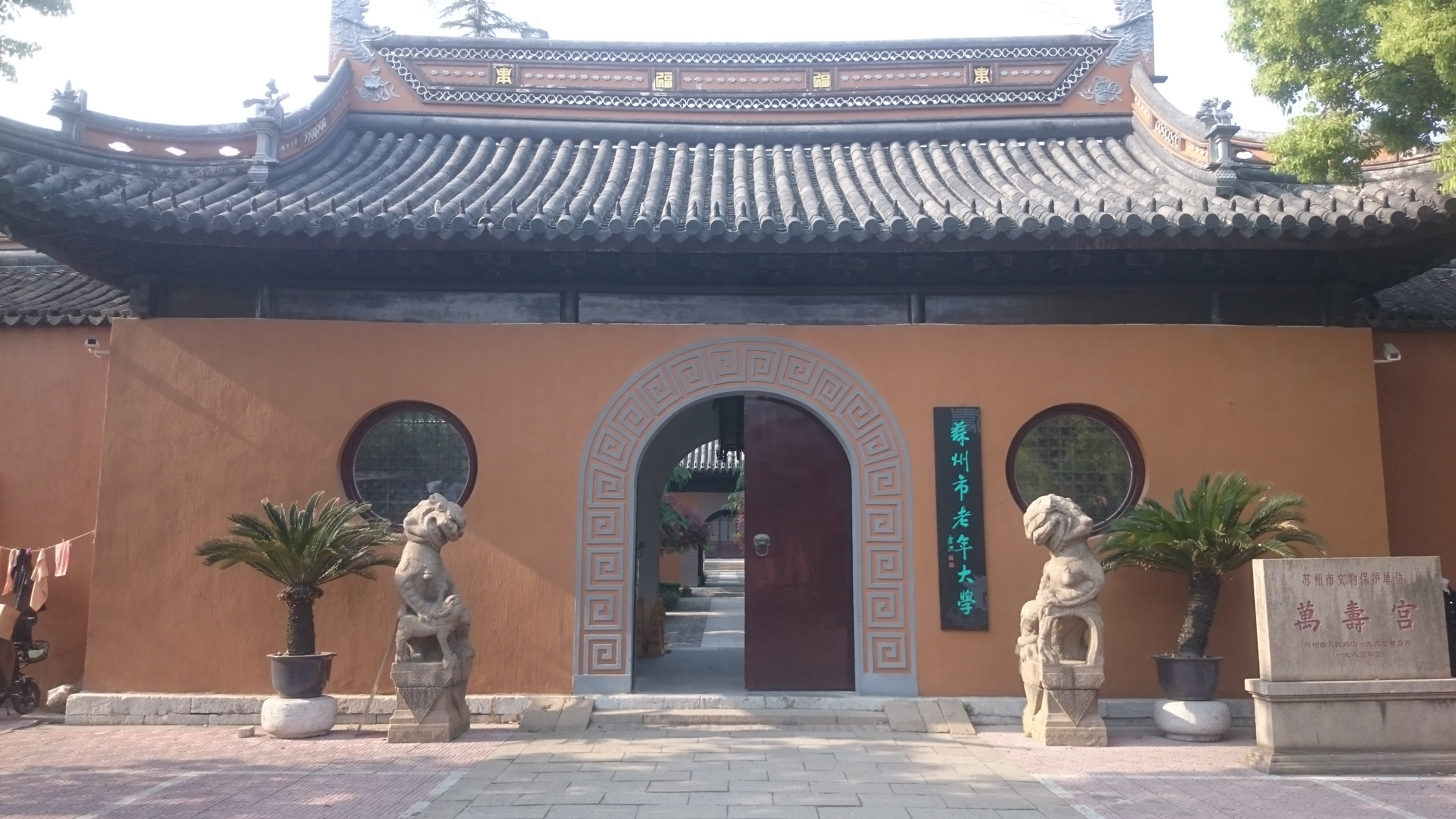
宫门

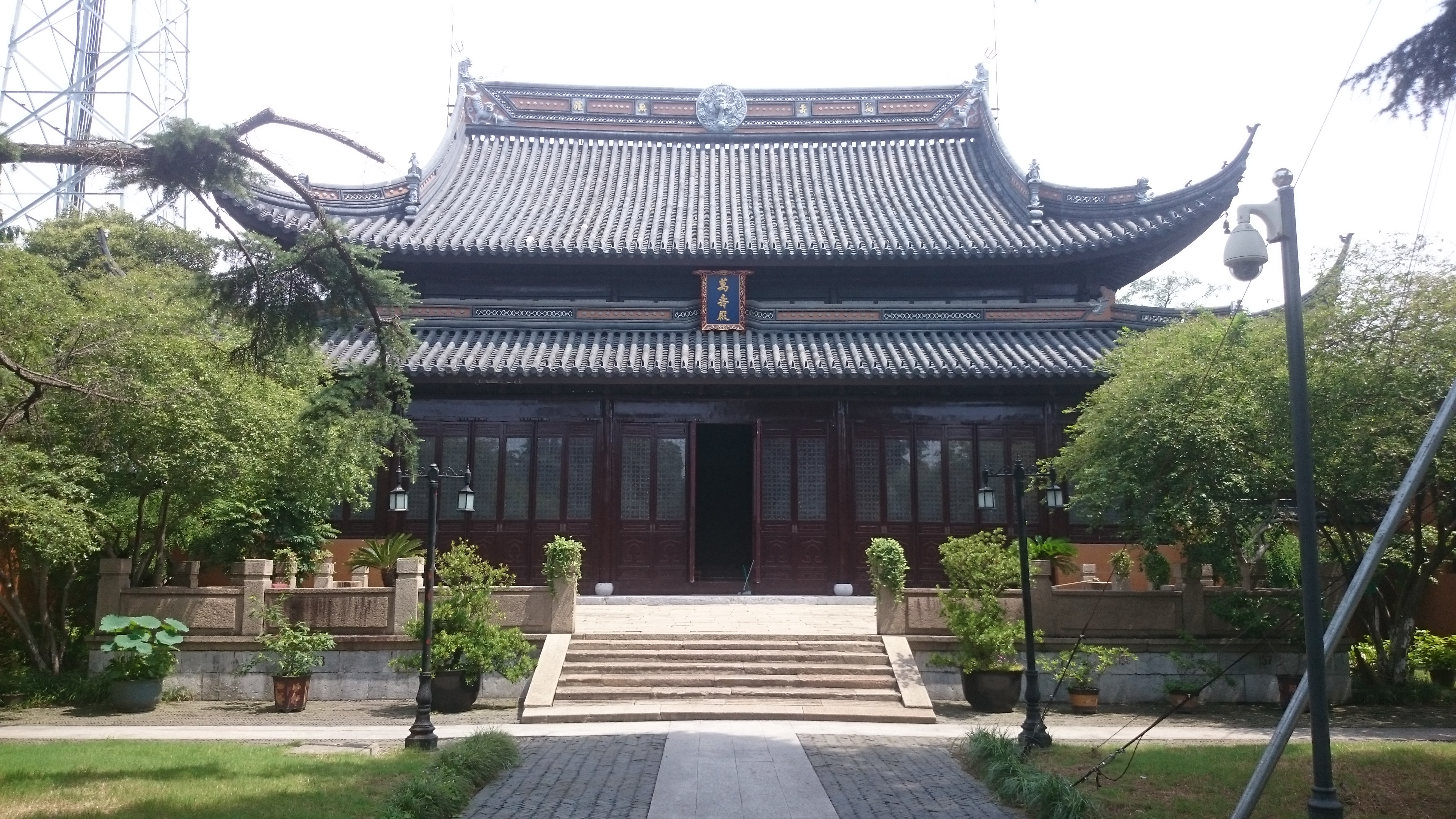
大殿（万寿殿）

万寿宫位于苏州市姑苏区民治路98号，是始建于清代的宫殿式建筑，1963年被列为苏州市文物保护单位。现为苏州市老年大学所在地。

## 历史
万寿宫前身是南宋名将杨存中的宅院。元末被苏州富商陆志宁捐为庵院，称大林庵。明洪武年间重建，明太祖朱元璋赐名正觉寺。因寺内绿竹成林，亦称为竹堂寺。吴门四家中的唐寅、文征明、沈周均在寺内创作过作品。至明末时期，竹堂寺渐衰败。
清康熙五十六年（1717年）由时任江苏巡抚吴存礼在竹堂寺的基础上建造万寿宫。宫内供奉万岁牌，遇帝王生日，称为万寿节，全城官员都聚集在此举行大典。遇帝王去世，则设立灵堂，祭祀志哀。平时则作为迎接圣谕之所。咸丰十年（1860年），李秀成率太平军攻入苏州，万寿宫毁于战火。同治九年（1870年）由时任江苏巡抚丁日昌重建。辛亥革命后，俗称旧皇宫，一度为民众社团驻地，后因年久失修而破败。至1949年，宫内仅存宫门、仪门和正殿，其余建筑均已倒塌，荒草遍地。1951年，苏州市人民政府开始整修，全数按原样修复，保持原有规模，并在宫前建三层石柱琉璃瓦牌坊一座，牌坊上有郭沫若题“人民文化宫”匾额，修复后作为群众文化活动场所。1963年被列为苏州市文物保护单位。
1985年苏州市老干部局和老龄委联合兴办苏州市老年大学。初期以招收离休干部为主，后向机关及企事业单位退休人员一并开放。1991年迁入万寿宫办学，规模逐渐扩大。2002年学校改由苏州市教育局主管，同年进行改扩建工程。至2005年，学校设书法绘画、中西医保健、文史、综艺、计算机、音乐舞蹈、外语等7个系，60余门课程，学员4000余人。校舍建筑面积5000平方米。
2017年，万寿宫举办建成300周年纪念活动。

## 建筑
万寿宫现存三座古建筑：宫门、仪门、万寿殿，均在1951年的整修计划中修复。此外在中路两侧还新建数座附属建筑。正殿万寿殿面南，宽21.6米，长14.4米，重檐歇山顶，殿前有石制台基。建筑恢弘大气，为苏州市内保存较为完好的宫殿式建筑。现今宫内各新旧建筑均为苏州老年大学的教学或行政使用。